# Nadlik be-jachad ner (Light a Candle)
Nadlik be-jachad ner (Light a Candle) (hebr. נדליק ביחד נר) – utwór izraelskiej wokalistki Sarit Chadad, napisany przez Cewikę Picka i Jo’awa Ginaja, nagrany i wydany w 2002 roku, umieszczony na debiutanckim albumie studyjnym artystki, zatytułowanym Jalda szel ahawa/Child of Love (hebr. ילדה של אהבה). Piosenka została nagrana we współpracy Izraelskiej Orkiestry Filharmonicznej.
Reżyserem oficjalnego teledysku do utworu został Guy Sagiw.
Utwór reprezentował Izrael podczas 47. Konkursu Piosenki Eurowizji w 2002 roku, został wybrany wewnętrznie dla wokalistki przed komisję jurorską powołaną przez krajowego nadawcę publicznego Israel Broadcasting Authority (IBA). Premiera piosenki miała nastąpić w marcu w programie Meny Pe'er Show, jednak transmisję odwołano z powodu strajku pracowniczego w siedzibie stacji. Ostatecznie, premierowa prezentacja konkursowej propozycji odbyła się ponad tydzień później.
W finale Konkursu Piosenki Eurowizji, który odbył się 24 maja w Saku Suurhall w Tallinnie, Chadad zaprezentowała utwór w towarzystwie chórzystek: Shirley Nov, Natalie Dotan i Ortal Ofek, oraz skrzypaczek: Jeleny Tamarow i Galii Ariel. Jak wyznała sama wokalistka, dzięki propozycji chciała spowodować, żeby wszystkie kraje się zjednały i dzieliły ze sobą pokój. Według izraelskiej prasy, belgijski komentator konkursu, André Vermeulen, miał nawoływać do bojkotu utworu Chadad, mówiąc: [piosenka] nie jest zła, ale miejmy nadzieję, że Izrael nie wygra. To nie jest czas dla Izraelczyków na organizację Konkursu Piosenki Eurowizji. Flamandzki nadawca VRT skopiował treść komentarzy i wysłał je do izraelskiej ambasady w Belgii. Ambasada oświadczyła, że wypowiedzi Vermeulena nie są tymi samymi, które zostały zacytowane w prasie, dlatego skierował notatki do Izraela. Artystka zajęła ostatecznie 12. miejsce w końcowej klasyfikacji, zdobywając łącznie 37 punktów. Po finale konkursu jeden ze szwedzkich księży zagroził pozwaniem do sądu krajowego komentatora konkursu, Christera Björkmana, za stwierdzenie podczas transmisji, że Izrael nie zasługuje na punkty z powodu swojej sytuacji politycznej. Dziennikarz miał powiedzieć także, że Izrael nie powinien brać udziału w konkursie za to, co robią Palestyńczykom. Izraelskie Ministerstwo Spraw Wewnętrznych oświadczyło, że jeżeli okaże się, że takie komentarze rzeczywiście padły, zareagujemy natychmiast i podejmiemy odpowiednie kroki. Opinia została przedstawiona rządom obu krajów.

## Notowania na listach przebojów
| Kraj   | Lista (2003)        | Najwyższe miejsce |
| ------ | ------------------- | ----------------- |
| Izrael | Reszet Gimmel Chart | 2                 |